# جهانگیر نظام‌العلما
جهانگیر نظام‌العلما (۲۴ اسفند ۱۳۱۳–۱۱ شهریور ۱۴۰۰) خوشنویس ایرانی بود. لوگوی روزنامه اطلاعات که هنوز از آن استفاده می‌شود از آثار اوست. او از کودکی خوشنویسی را دنبال کرد و بعد در هنرستان کمال‌الملک خوشنویسی را فرا گرفت. نظام‌العلما سال‌ها به رایگان، شاگردانش را آموزش داد.